# نام آذربایجان
آذربایجان در درازای تاریخ آن را آذربادآذر و آذربادگانبای و آذرباذگانآذربئی جان و آذربایگان و آذربیجان و اَذْرَبیجان بر وزن عندلیبان (معجم البلدان) نیز نامند. درگذشته این نام به سرزمینی گفته می‌شده است که از شمال به اران، و از جنوب غربی به آشور و از مغرب به ارمنستان کنونی و کردستان ترکیه، محدود می‌شده است؛ و پایتخت آن شهر گنجه بوده است در تخت‌سلیمان در جنوب‌شرقی مراغه و عرب آن را کزناو یونانیان گازا می‌نامیده‌اند.
گویند این واژه از آترپاتوس، نام یکی از سرداران اسکندر برگرفته است و صاحب معجم البلدان و برخی دیگر گفته‌اند که از لفظ آذر به معنی آتش و بادگان یا بایگان به معنی حافظ و خازن آمده است و معنی مجموع آن حافظ النار (به فارسی: نگهبان آتش) یا حافظ بیت النار(به فارسی: نگهبان آتشکده) باشد. آتروبات یا آذربدآتش پناه و اتروبات مانسارسپندان نام موبدی وزیر شاهپور دوم و شارح اوستاست که تمام نام او «پسر قانون مقدس آتش پناه» معنی می‌دهد. در صورتی که کلمه آتروبات و آذربد و اسامی مانند این دو در زبان فارسی قدیم هست انتساب نام آذربایجان به نام سردار اسکندر محتاج به ادلهٔ قاطعتری از تاریخ است (که از غیر مآخذ یونانی و رومی باشد) نام ایالتی از ایران که آن را آذر و آذرباد و آذربادگان و آذرباذگان و آذربایگان و آذربیجان و اَذْرَبیجان بر وزن عندلیبان (معجم البلدان) نیز نامند. آذربایجان در قدیم از شمال ارّان و از جنوب غربی به آشور و از مغرب به ارمنستان و از مشرق بدو ایالت مغان و گیلان محدود می‌شده و پای تخت آن شهر گنجک بوده است در تخت سلیمان در جنوب شرقی مراغه و عرب آن را کزناو یونانیان گازا می‌نامیده‌اند.
در ۲۸ می سال ۱۹۱۸ در پی فروپاشی امپراتوری روسیه و اعلام جمهوری دموکراتیک آذربایجان در شمال رود ارس، مناطق شمال رود ارس نیز به نام جمهوری آذربایجان نامگذاری شد. این در حالی است که در تاریخ، آن مناطق به آلبانیای قفقاز یا اران و شروان مشهور بودند و به دنبال این اتفاق، جنجالی در نامگذاری آذربایجان ایجاد شد.

## ریشه‌شناسی
واژه آذربایجان از سه قسمت ۱) آذر به معنی آتش ۲) بای که عربی شده پای به معنی تا پای ۳) جان به معنی جان تشکیل شده که ریشه واژه‌شناسی آن نیز آذر پای جان است. این عنوان از دوران حمله اعراب مسلمان به سرزمین ایران بزرگ به ایرانیان ساکن در این مناطق به آنان داده شد و دلیل این نامگذاری آن بود که تمام سرزمین پارس سقوط کرده بود و آتشکده‌ها تخریب و عبادات و رسوم آنها بشدت محدود شده بود اما منطقه آذربایجان همچنان در مقابل دشمن مقاومت نشان می‌داد و به همین سبب در آن هنگامه تاریخی لقب آذر پای جان به آنان داده شد زیرا ایرانیان سرخورده از شکست معتقد بودند که شهروندان این مناطق که دین جدید الورود را قبول نکرده‌اند مردم آذرپایجان هستند. این نام تا به امروز برجا مانده است.
بر پایه پژوهش‌های واژه‌شناسی، واژهٔ آذربایجان ریشه گرفته از نام آتروپات، ساتراپ پارسی اواخر دورهٔ هخامنشیان و یکی از فرماندهان اسکندر بزرگ و ساتراپ او در منطقهٔ ماد کوچک بوده است. از نظر زبان‌شناسان، نام وی ریشه در پارسی باستان و دین زرتشتی داشته و به معنی «آذربُد» یا «نگهبان آتش» یا «نگهبانی شده توسط آتش» است.
این نام همچنین در فروردین‌یشت اوستا گفته شده است: âterepâtahe ashaonô fravashîm ýazamaide (ترجمهٔ تحت‌اللفظی: فروهر أته‌ره‌پات مقدس را ستایش می‌کنیم)
بر اساس دانش‌نامهٔ اسلام، نام این استان به صورت‌های زیر تلفظ می‌شده است: در پارسی میانه این استان Āturpātākān (آتورپاتاکان) نامیده می‌شده که شکل قدیم واژهٔ فارسی نو Ād̲h̲arbād̲h̲agān (آذرباذگان)، Ād̲h̲arbāyagān (آذربایاگان) بوده و واژهٔ امروزی آن Āzarbāyd̲j̲ān (آذَربایجان)، Āzerbāydjān (آذِربایجان) است. (یونانی: ᾿Ατροπατήνη، یونانی بیزانسی: ᾿Αδραβιγάνων، ارمنی: Atrapatakan، آشوری: Ad̲h̲orbāyg̲h̲ān.)
نام «آتروپات» که پس از فتح ایران توسط اعراب از پارسی میانه به «آذرباد» تبدیل شد، رابطهٔ تنگاتنگی با زرتشتی‌گری دارد؛ به‌طوری که یک موبد مشهور زرتشتی به نام آذرباد مهراسپندان به عنوان مشاور در دربار شاپور دوم حضور داشت. همین‌طور آذربایجان به‌دلیل تعداد آتشکده‌هایش در بسیاری از منابع تاریخی به عنوان زادگاه زرتشت مورد توجه قرار گرفته است. آذربایگان محل مهم‌ترین آتشکده باستانی ایران به نام آتشکده آذرگشسپ است. همچنین آتشگاه باکو نیز از جایگاه ویژه‌ای در زمان ساسانیان برخوردار بود. با این وجود محققین امروزه هنوز به اجماعی در باب زادگاه وی نرسیده‌اند.
بنا بر نظر دکتر منظور احمد" نام آذربایجان تغییر یافته یا معرب «آتروپاتکان» (مکان آتروپات) است. ریشهٔ این نام به سردار پارسی «آتروپات» Atropat و آترو پاتگان برمی‌گردد. به این منطقه در سده‌های ۱۷ و ۱۸ نام آلبان و آران نیز گفته می‌شد که احتمالا هر دو تلفظ یک نام هستند. آذر تغییر یافته "آتر " و بایجان تغییر یافته "پاتگان" است. (کتاب آذربایجان چاپ اسکای لین دهلی نو 2014)
رودیگر اشمیت نام آتورپاتگان را بدین گونه تفسیر می‌کند:
- آذرباد ʾtwrpʾt، برگرفته از ایرانی‌باستان *AÚtær-pāta آتورپاته به معنی محافظت شده از خدای آتش
- آدورداد ʾtwrdʾt، برگرفته از ایرانی‌باستان *Ātṛ-dāta- اهدا شده توسط خدای آتش (بنگرید به اوستایی Ātərə-dāta-)

## پی‌نوشت
1. ↑  واژه‌نامه دهخدا
2. ↑  واژه‌نامه دهخدا
3. ↑  Ahmadi, Hamid (2017). "The Clash of Nationalisms: Iranian response to Baku's irredentism". In Kamrava, Mehran (ed.). The Great Game in West Asia: Iran, Turkey and the South Caucasus. Oxford University Press. p. 108. ISBN 978-0-19-086966-3.
4. ↑  Astourian, Stephan H. (2023). "Origins, Main Themes and Underlying Psychological Disposition of Azerbaijani Nationalism". In Dorfmann-Lazarev, Igor; Khatchadourian, Haroutioun (eds.). Monuments and Identities in the Caucasus Karabagh, Nakhichevan and Azerbaijan in Contemporary Geopolitical Conflict. Brill. pp. 206–236. ISBN 978-90-04-67738-8.
5. ↑  «AZERBAIJAN». Encyclopaedia Iranica (به انگلیسی). دریافت‌شده در ۲۰۲۵-۰۸-۱۳.
6. ↑  Strabo. The Geography of Strabo. Cambridge: Cambridge University Press. 2014. ISBN 978-1-107-03825-7.
7. ↑  Houtsma, M. Th. (1993). First Encyclopaedia of Islam 1913–1936 (reprint ed.). BRILL. ISBN 978-90-04-09796-4.
8. ↑  Schippmann, Klaus (1989). Azerbaijan: Pre-Islamic History. Encyclopædia Iranica. pp. 221–224. ISBN 978-0-933273-95-5.
9. ↑  Minahan, James (1998). Miniature Empires: A Historical Dictionary of the Newly Independent States. Greenwood Publishing Group. p. 20. ISBN 978-0-313-30610-5.
10. ↑  Chamoux, François (2003). Hellenistic Civilization. John Wiley and Sons. p. 26. ISBN 978-0-631-22241-5.
11. ↑  Bosworth A.B., Baynham E.J. (2002). Alexander the Great in Fact and fiction. Oxford University Press. p. 92. ISBN 978-0-19-925275-6.
12. 1 2  دانش‌نامه‌ی ایرانیکا، ذیل: آتروپاتس-آتروپات
13. ↑  "Azerbaijan: Early History: Iranian and Greek Influences". U.S. Library of Congress. Retrieved 7 June 2006.
14. ↑  FRAWARDIN YASHT ("Hymn to the Guardian Angels") Translated by James Darmesteter (From Sacred Books of the East, American Edition, 1898)
15. ↑  «Minorsky, V. ; Minorsky, V. "Azerbaijan" Encyclopaedia of Islam. Edited by: P. Bearman, Th. Bianquis, C.E. Bosworth, E. van Donzel and W.P. Heinrichs. Brill , 2007. Brill Online». بایگانی‌شده از اصلی در ۱۸ مه ۲۰۲۴. دریافت‌شده در ۲۳ آوریل ۲۰۱۱.
16. ↑  R. C. Zaehner, The Teachings of the Magi, London, 1956, p. 101
17. ↑  G. Gnoli, Zoroaster's time and homeland, Naples, 1980
18. ↑  A.ii.2 (determinative compounds): ʾtwrpʾt Ādur-bād (no. 33) from OIr. *AÚtær-pāta- “Protected by the Fire-god” (cf. Av. Ātərə-pāta-); ʾtwrdʾt Ādur-dād (no. 46) from OIr. *Ātṛ-dāta- “Given by the Fire-god” (cf. Av. Ātərə-dāta-);
19. ↑  Rüdiger Schmitt, "PERSONAL NAMES, IRANIAN v. SASANIAN PERIOD" in ENCYCLOPÆDIA IRANICA, Originally Published: July 20, 2005